# Мєсяць Геннадій Андрійович
Геннадій Андрійович Мєсяць (Місяць) (29 лютого 1936, Кемерово, Західно-Сибірський край, РРФСР) — російський фізик українського походження, уродженець Сірого Клину, Засновник Уральського відділення РАН, син в'язня концтаборів ГУЛАГ СРСР Андрія Місяця, засновник наукового напрямку потужнострумової електроніки та імпульсної електрофізики.
Академік РАН, віце-президент (1987— 2013) і член Президії РАН (Москва); член Відділення і член Президії Уральського відділення РАН (Єкатеринбург); член Відділення і член Бюро Відділення фізичних наук РАН (Москва); член Президії Троїцького наукового центру РАН (Москва); голова Бюро Ради і голова Ради РАН з координації діяльності регіональних відділень та регіональних наукових центрів РАН; голова Комісії Президії РАН щодо формування переліку програм фундаментальних досліджень РАН; голова Приладової комісії Президії РАН; голова Наукової ради з релятивістської і потужнострумової електроніки; голова Наукової ради з проблеми «Обробка конструкційних матеріалів пучками заряджених частинок»; директор Фізичного інституту імені П. М. Лебедєва РАН (Москва); лектор-професор МФТІ (Москва); голова Бюро Комісії та Комісії РАН з експортного контролю; голова Координаційної ради РАН з інноваційної діяльності; науковий керівник Інституту потужнострумової електроніки ТНЦ СО РАН (Томськ); науковий керівник Інституту електрофізики УрВ РАН, завідувач лабораторією Фізичної електроніки Інституту електрофізики УрВ РАН, член Бюро Науково-видавничої ради РАН; член експертної комісії РАН з присудження Золотої медалі імені С. І. Вавилова (з 1993).

## Біографія[5]

### Батьки
Родовід сім'ї Геннадія Місяця пов'язаний з Чернігівською губернією. У 1908 р. його дід, Роман Місяць, і бабуся, Парасковія (до шлюбу Васильєва), після кількох років наймитства у місцевих поміщиків і роботи на шахтах Донбасу з дітьми (в родині їх було десять, у тому числі п'ять синів), переїхали в Сибір і оселившись в селі Варламов-Падун (Варламівка) Болотинської волості Томської губернії. Тут, переживши численні труднощі, родина Місяців змогла облаштуватися і організувати своє господарство. Двоюрідний брат Геннадія Місяця Валентин Місяць (Мєсяц) (нар. 1928) пізніше став високопоставленим партійним працівником.
Батько Г. Місяця — Андрій (1907–1985) після одруження в 1928 з Ганною Михайлівною (1910 — 1990, до шлюбу Михайлова) переїхав з родиною в селище Анжеро-Судженськ [Архівовано 23 березня 2005 у Wayback Machine.] Томського округу, працював на місцевому шкіряному заводі кухарем, завідувачем їдальні, з 1931 очолював навчальний табір ТСОАВІАХІМу до його розформування. У 1938 був репресований за сфабрикованою справою. Ув'язнення відбував на Далекому Сході і в республіці Комі АРСР, був звільнений в грудні 1945, реабілітований в 1954. Мати після арешту чоловіка, з малолітніми дітьми (донька Юля, сини Геннадій і Анатолій) та свекрухою, була виселена з будинку, переїхала в селище Яшкино, а потім до родичів в місто Топки. Сім'я опинилася у важких як матеріальних, так і житлових умовах. Особливо важко було в роки Німецько-радянської війни.

### Дитинство
Геннадій Місяць пізніше згадував про своє дитинство:

Життя у мене було важким. У 6-річному віці я був головним постачальником хліба для сім'ї. Знав, що (треба) вистояти чергу хоч цілий день, але хліб принести додому. … [Так як] син репресованого завжди був вигнанцем, я намагався довести, що краще за всіх. Був круглим відмінником у школі і в інституті.

З поверненням батька матеріальне становище родини дещо поліпшилося. У 1946 родина переїхала в місто Бєлово Кемеровської області, де батько влаштувався на роботу на м'ясокомбінат, а потім в їдальню кухарем.
Геннадій Місяць з семи років навчався в школах міста Топки — спочатку в школі № 66, а потім в семирічній школі № 8. З 1950 навчався в залізничній середній школі № 76 міста Бєлово, яку закінчив зі срібною медаллю. В школі активно брав участь в роботі математичного та географічного гуртків, допомагав з математики своїм однокласникам. Після закінчення 10 класів в 1953 приїхав у Томськ.

### Молодість
У 1953 вступив на радіотехнічний факультет Томського політехнічного інституту. Однак навчатись за обраною спеціальністю не довелося: в той час факультет був режимним, і син репресованого не мав права тут вчитися. У березні 1955 Геннадій був переведений на електроенергетичний факультет, який закінчив з відзнакою в червні 1958 за спеціальністю «Електричні станції, мережі і системи» з присвоєнням кваліфікації інженера-енергетика. Тут же закінчив аспірантуру, захистив дисертацію на тему «Розробка та дослідження високовольтних наносекундних імпульсних пристроїв з іскровими розрядниками» і в 1961 став кандидатом технічних наук, отримав своє перше вчене звання старшого наукового співробітника в НДІ ядерної фізики, електротехніки та автоматики ТПІ (1961–1966).
Своїми вчителями Г. Місяць називає професорів А. Воробйова, Г. Воробйова та І. Кутявина, академіків О. Прохорова , Г. Будкера і М. Басова .

### Робота в Томську і Свердловській області
У 1966 (у віці 30 років) захистив дисертацію «Дослідження з генерування наносекундних імпульсів великої потужності» і отримав вчений ступінь доктора технічних наук (затверджений ВАК в 1968). У 1966–1969 — керівник сектора високовольтної наносекундной імпульсної техніки НДІ ЯФЕА ТПІ, з 1966 завідував сектором цього ж НДІ, під його керівництвом був створений перший потужнострумовий імпульсний прискорювач електронів. З 1969 — заступник директора з наукової роботи в новоствореному Інституті оптики атмосфери (ІОА) в складі споруджуваного Академмістечка Томського наукового центру Сибірського відділення РАН.
Під час томського періоду життя займався викладацькою роботою:
- 1961–1970 і пізніше — викладач, доцент, професор Томського політехнічного інституту;
- в 1970–1978 професор ТУСУР;
- в 1978–1985 — професор кафедри електродинаміки і квантової теорії поля Томського державного університету;
- в 1984–1985 — професор і завідувач новоствореної ним кафедри фізики плазми ТДУ.

Викладацька діяльність після 1986:
- в 1986 — 1988 — професор, завідувач кафедрою електрофізики Уральського політехнічного інституту (Свердловськ);
- з 1988 — понині — професор, завідувач кафедрою електрофізики Московського фізико-технічного інституту.

У мене багато прекрасних учнів. Серед них академіки Сергій Бугайов, Борис Ковальчук, члени-кореспонденти РАН: Сергій Коровін, Юрій Котов, Валерій Шпак та ін.
Під час роботи в Томську 15 березня 1979 обраний за Відділенням загальної фізики і астрономії (фізика) член-кореспондентом РАН.
26 грудня 1984 обраний дійсним членом (академіком) РАН за Відділенням загальної фізики і астрономії (фізика) від Томського наукового центру РАН.
В 1986 Свердловський науковий центр РАН реорганізується в Уральське відділення і Геннадій Місяць з групою провідних співробітників інституту переїжджає до Свердловська. Тут в 1987 він очолив новостворений (за його безпосередньої участі) Інститут електрофізики Уральського відділення РАН. Група вчених, що прибула з Томська, почала роботи з потужної імпульсної техніки (розпочаті ще в Томську), за новим напрямком фізичних досліджень на Уралі. Г. Місяць також очолив Уральське відділення Академії наук (1987–1998). Будучи Головою Президії регіонального відділення, у 1987 став віце-президентом РАН. У цей період стає членом редакційних колегій наукових журналів «Огляди з високотемпературної надпровідності» і «Автометрія» .
У складі РАН входив до складу бюро Ради з фізики плазми, Ради з фізичної електроніки, керував (і керує) науковою радою з проблеми «Обробка конструкційних матеріалів пучками заряджених частинок», був заступником голови Комітету з державних премій Російської Федерації в галузі науки і техніки при Раді міністрів Російської Федерації (1987–1991). Входив до складу членів президії Комітету з державних премій РФ в області науки і техніки при Раді міністрів РФ (з 1991).

### Сучасність
У 1998–2005 — голова Вищої атестаційної комісії Мінвузу Росії.
У 2004–2015 — директор Фізичного інституту імені П. Н. Лебедєва РАН.
Постійно перебуває в контакті зі вченими Томська і Уралу.
Г. Місяць є членом багатьох наукових комітетів міжнародних конференцій, редколегій журналів і наукових товариств. Він член американського фізичного товариства, оптичного суспільства Америки, член міжнародного товариства оптоелектроніки. Протягом шести років працював в комісії з фізичного освіти ІЮПАП (Міжнародного союзу з чистої та прикладної фізики), брав участь в роботі Генеральної Асамблеї ЮНЕСКО, наукового комітету країн Європейського співтовариства, чотири роки очолював російсько-американську комісію з технологій подвійного застосування і т. д. Почесний професор багатьох університетів світу і Російської федерації.
У вільний час любить читати вірші, художню літературу, книги з історії.

## Наукова діяльність
Основні напрямки досліджень Г. Місяця:
- Генерування високовольтних імпульсів з великою амплітудою електричного струму;
- Потужнострумові імпульсні прискорювачі електронів, в тому числі потужнострумова емісійна електроніка;
- Наносекундна імпульсна техніка;
- Процеси, що відбуваються в газах і вакуумі під впливом надсильних полів, які забезпечуються такими імпульсами;
- Інноваційний розвиток.

Академік Г. Місяць — автор близько 600 наукових праць, двох наукових відкриттів, має понад 40 авторських свідоцтв на винаходи, 18 монографій (2004). Серед його учнів — понад 40 докторів і понад 100 кандидатів наук. З них 7 вчених є членами РАН .

## Громадська діяльність
Член постійного оргкомітету Міжнародного симпозіуму з електричної ізоляції і розрядів у вакуумі (з 1968). Член Комітету російських вчених із захисту світу проти ядерної загрози (1986–1991). Голова Наукової ради з регіональної науково-технічної програми «Урал» (1993–1998). Член Наглядової ради нанотехнологічної спільноти «Нанометр».
Президент наукового Міжнародного Демидівського фонду (з 1993), співголова його Опікунської ради. З ініціативи Г. Місяця в 1994 році була відроджена традиція присудження Демидівської премії.
Почесний професор і голова Опікунської ради Томського політехнічного університету. Член Ради при Президентові Російської Федерації з науки, технологій та освіти (2001–2004). Співголова Громадської ради з науки при Комітеті Державної Думи з питань науки і наукомістких технологій.

## Родина
- Дружина — Ніна Місяць (до шлюбу Машукова; нар. 1937) до виходу на пенсію — доцентка Томського інституту автоматизованих систем управління і радіоелектроніки.
- Син — Вадим Місяць (нар. 1964) — учёний- фізик (закінчив ТГУ), став відомий як поет і письменник, з 1993 живе в США.
- Сестра — Юлія.
- Брат — Анатолій Місяць.
- Двоюрідний брат батька Геннадія — Валентин Місяць, колишній міністр сільського господарства СРСР і видатний політичний діяч.

Має дачу в дачному селищі РАН «Ново-Дарьїно» Одинцовського району Московської області

## Нагороди

### Державні нагороди Російської Федерації
- Орден «За заслуги перед Вітчизною» IV ступеня (12 лютого 1996) — за заслуги перед державою та багаторічну сумлінну працю[15]
- Орден «За заслуги перед Вітчизною» III ступеня (4 червня 1999) — за великий внесок у розвиток вітчизняної науки, підготовку висококваліфікованих кадрів та у зв'язку з 275-річчям Російської академії наук[16]
- Орден «За заслуги перед Вітчизною» II ступеня (4 лютого 2006) — за видатний внесок у розвиток вітчизняної науки і підготовку висококваліфікованих кадрів[17]
- Орден Пошани (5 квітня 2011) — за великий внесок у розвиток науки та багаторічну плідну діяльність[18]

### Нагороди іноземних держав
- Орден «Данакер» (Киргизія, 2004) — за великий внесок у розвиток киргизько-російських відносин в області науки і освіти
- Кавалер Ордена Почесного легіону (Франція) (2008)

### Нагороди Російської академії наук
- Золота медаль імені академіка М. Моїсеєва (2002) — за заслуги в освіті і науці
- Золота медаль імені академіка С. Вонсовського (РАН) (2004).
- Золота медаль імені академіка М. Лаврентьєва (РАН) (2005).

### Відомчі нагороди
- Золота медаль ВДНГ
- Срібна медаль ВДНГ
- Медаль «За зміцнення бойової співдружності» (2000) — за заслуги в зміцненні обороноздатності РФ у розвитку Збройних Сил та військового співробітництва з дружніми державами.
- Медаль «В пам'ять 200-річчя Мін'юсту Росії» (2002).
- Медаль «200 років МВС Росії» (2002)

### Регіональні нагороди
- Орден «Томська слава» (2014) — за великий внесок у розвиток і зміцнення міжрегіональних зв'язків, активну громадську діяльність

### Премії
- Державна премія СРСР (1978) — за цикл фундаментальних досліджень вибухової електронної емісії і автоелектронних процесів, що ініціюють її, розробку на цій основі принципово нового класу рентгенівських приладів, організацію їх серійного виробництва та ефективного використання в народному господарстві
- Премія Ради Міністрів СРСР (1990)
- Міжнародна премія У. Дайка (1990) — за відкриття і дослідження вибухової емісії електронів.
- Міжнародна премія Е. Маркса (1991) — за роботи з потужної імпульсної електроніки.
- Премія імені А. Г. Столєтова (1996) — за цикл робіт «Відкриття ектонів і доказ їх фундаментальної ролі в контакті метал-плазма»
- Державна премія Російської Федерації в області науки і техніки (22 липня 1998) — за цикл фундаментальних досліджень швидкоплинних електророзрядних процесів і створення на їх основі нового класу потужних і надпотужних нано- та пікосекундних електрофізичних пристроїв[19]
- Демидівська премія (2002) — за видатний внесок у розвиток електрофізики.
- Премія «Глобальна енергія» (2003) — за фундаментальні дослідження та розробку потужної імпульсної енергетики.
- Премія Уряду Російської Федерації в галузі науки і техніки (2003) — за комплекс робіт з дослідження, створення і освоєння серійного виробництва вакуумних вимикачів високої напруги.

### Почесні звання
- Член Постійного організаційного комітету Міжнародного симпозіуму з електричної ізоляції і розрядів у вакуумі (International Symposium on Discharges and Electrical Insulation in Vacuum — ISDEIV) (1968).
- Професор Томського університету автоматизованих систем управління і радіоелектроніки (1970).
- Іноземний член Академії наук НДР (1989).
- Почесний громадянин Томської області (27 червня 2001) — за значний внесок у створення і розвиток науково-освітнього комплексу Томської області.
- Почесний громадянин Єкатеринбурга (2003).
- Член Національної академії наук України (4 лютого 2009)
- Премія імені Марії Склодовської-Кюрі (IEEE) (2012) — за видатні наукові досягнення.

Почесний член Російської академії освіти. Член Американського фізичного товариства і Оптичного товариства Америки.

## Основні роботи
- Высоковольтное испытательное оборудование (совм. с др., ред. А. А. Воробьев). — М.—Л.: Госэнергоиздат, 1960.
- Техника формирования высоковольтных наносекундных импульсов (совм. с Г. А. Воробьевым). — М.: Атомиздат, 1963.
- Формирование наносекундных импульсов высокого напряжения (совм. с А. С. Насибовым, В. В. Кремневым). — М.: Энергия, 1970.
- Генерирование мощных наносекундных импульсов. — М.: Советское радио, 1974.
- Ненакаливаемые катоды (коллектив авторов). — М., 1974.
- Мощные наносекундные импульсные источники. Сб. статей под ред. Г. А. Месяца. — Новосибирск, 1974.
- Автоэмиссионные и взрывные процессы в газовом разряде (совм. с Ю. Д. Королевым). — Новосибирск: Наука, 1982.
- Инжекционная газовая электроника (совм. с др. авторами). — Новосибирск: Наука, 1982.
- Мощные наносекундные импульсы рентгеновского излучения (совм. с С. А. Ивановым, Н. И. Комяком и Е. А. Пеликсом). — М.: Энергоатомиздат, 1983.
- Сильноточные импульсные электронные пучки и технологии (совм. с др. авторами). — Новосибирск, 1983.
- Эмиссионная сильноточная электроника. — Новосибирск, 1984.
- Импульсный электрический разряд в вакууме (совм. с Д. И. Проскуровским). — Новосибирск, 1984.
- Импульсный разряд в диэлектриках (совм. с С. П. Бугаевым). — Новосибирск, 1985.
- Импульсные газовые лазеры (совм. с В. В. Осиповым, В. Ф. Тарасенко). — М.: Наука, 1991.
- Физика импульсного пробоя газов (совм. с Ю. Д. Королевым). — М.: Наука, 1991
- Эктоны. Чч. 1—3. — Екатеринбург: Наука, 1993—1994.
- О нашей науке: мечты и реальность. — М.: Наука, 1996.
- Эктоны в вакуумном разряде. — М.: Наука, 2000.
- Спасти науку. — М.: Наука, 2000.